# Gutskirche Schmerwitz

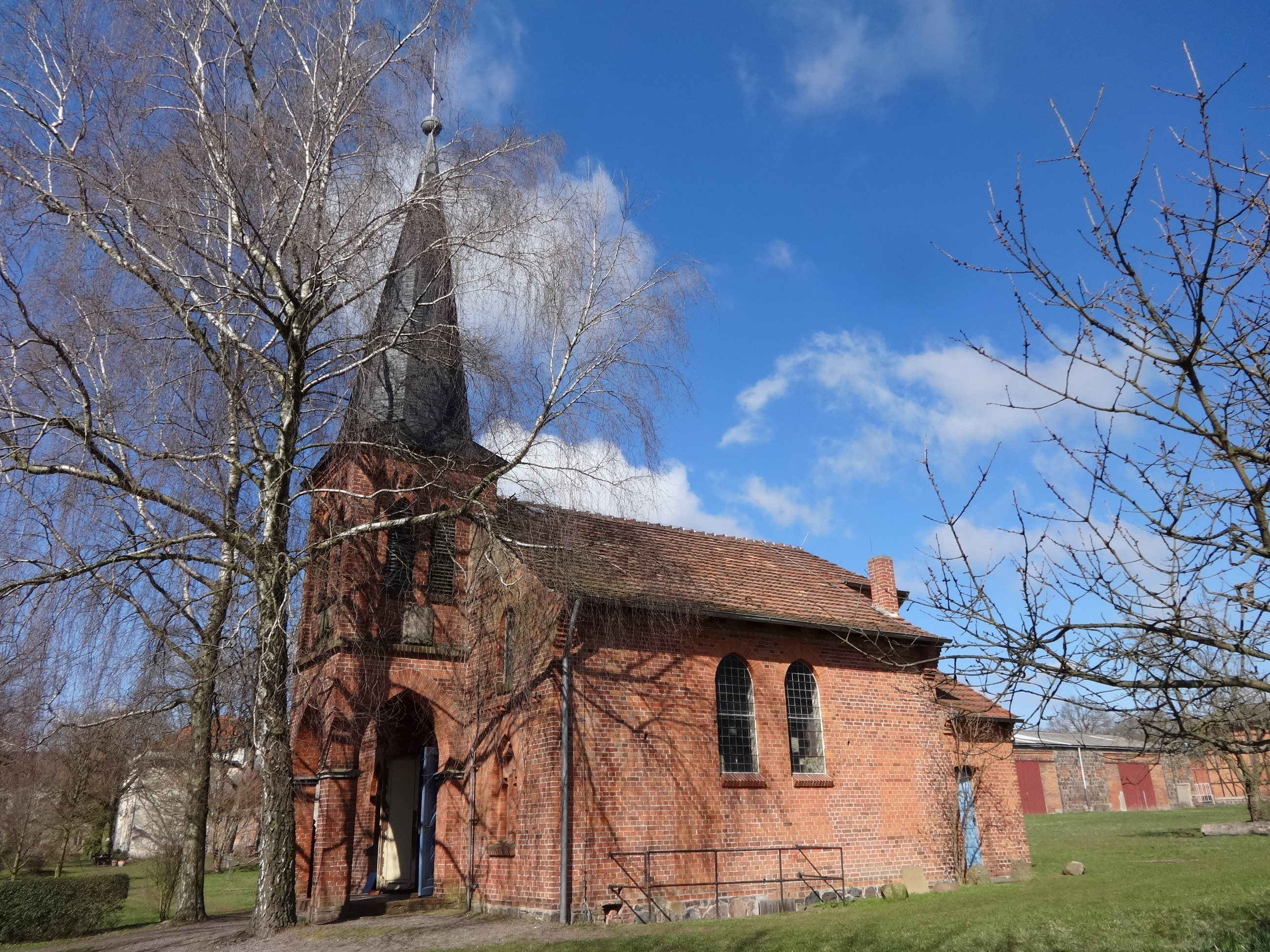
Gutskirche Schmerwitz bei Wiesenburg/Mark

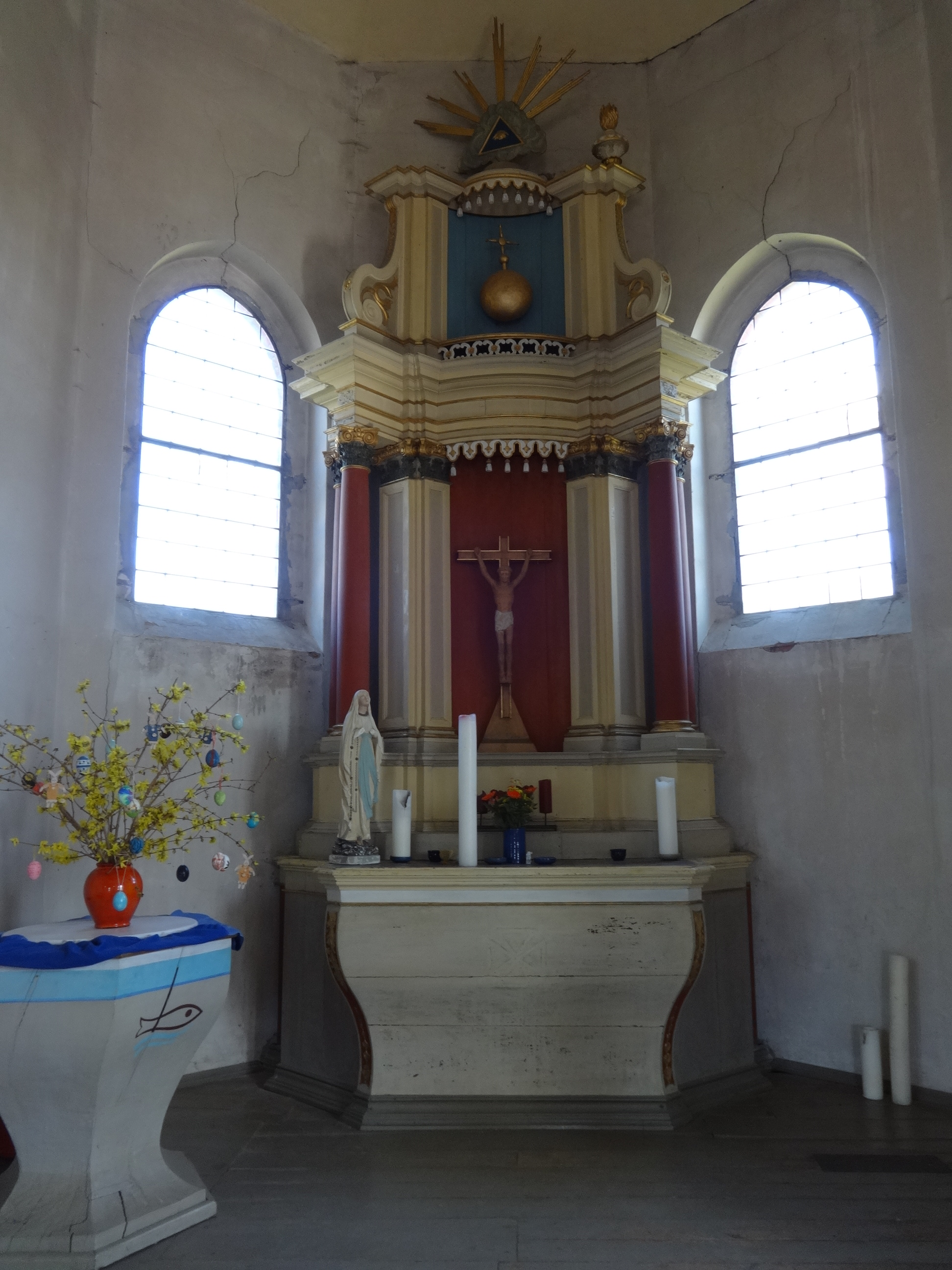
Altar

Die Gutskirche Schmerwitz ist Teil eines denkmalgeschützten Gutes in Schmerwitz, einem Gemeindeteil der amtsfreien Gemeinde Wiesenburg/Mark im Landkreis Potsdam-Mittelmark in Brandenburg.

## Geschichte
Die Gutskirche ist Bestandteil eines Gebäudeensembles, dessen Kernbau im Jahr 1736 für Carl Friedrich Brand von Lindau erbaut wurde. In dessen südlichem Gebäudeflügel befand sich seit 1750 eine Kapelle, die 1882 abbrannte. 1898 ließ der damalige Besitzer daraufhin den Sakralbau östlich des Herrenhauses errichten. Die evangelische Kirche wurde in den Jahren 1959 bis 1961 restauriert.
Das Gebäude ist nicht mehr als evangelische Kirche gewidmet und wird nicht mehr für Gottesdienste benutzt; im Jahre 2017 war darin vorübergehend das vom Scarabäus Hoher Fläming e.V. (einer Suchtselbsthilfeeinrichtung) betriebene "Töpfercafé" untergebracht.

## Architektur und Innenausstattung
Die Kirche wurde im Stil der Neugotik aus rotem Ziegel-Mauerwerk errichtet. Das Bauwerk weist einen quadratischen Grundriss auf. Im Kirchenschiff lassen zwei rundbogenförmige Fenster pro Seite Licht in das Bauwerk. Dieselbe Fensterform findet sich im daran anschließenden trapezförmigen Chor wieder. An dessen beiden Seiten sind eingezogene Anbauten vorhanden, die ebenfalls mit je einem bogenförmigen Fenster versehen sind. Am östlichen Giebel der Anbauten sowie am Chor sind deutliche Ausbesserungsarbeiten am Mauerwerk erkennbar. Der quadratische Westturm erhielt einen offenen Unterbau mit rundbogenförmigen Öffnungen. Über einem Gesims sind an den drei Seiten Epitaphe angebracht. Sie zitieren aus dem Brief des Paulus an die Römer, Kapitel 8, Vers 31: „Deus pro nobis quis contra nos“ (Ist Gott für uns, wer mag wider uns sein?) sowie der Jahreszahl 1745. Darüber befinden sich je zwei Klangarkaden gefolgt von der Turmspitze, die aus einem viereckigen Ansatz besteht, der in einen Spitzhelm übergeht. Darauf befinden sich eine Kugel sowie eine Wetterfahne. Das Turmdach ist mit Schiefer gedeckt, das Satteldach des Schiffs, des Chors sowie der Anbauten mit rötlichen Biberschwänzen.
Im Innern befindet sich ein Altaraufsatz, der vermutlich aus der abgebrannten Kapelle stammt. Je eine hölzerne Tür führt in die beiden Anbauten. Am östlichen Ende im südlichen Teil des Schiffs befindet sich ein Kachelofen. Unterhalb der Westempore mit einer kleinen Orgel reißt sich ein weißer Pelikan die eigene Brust auf – in der christlichen Ikonographie ein allegorisches Symbol für den Opfertod Jesus Christus. Die Decke ist flach und bis auf ein mittig angebrachtes schwarzes Rechteck hell verputzt.